# Pseudoleskea julacea
Pseudoleskea julacea är en bladmossart som beskrevs av H. Crum, Steere och Lewis Edward Anderson 1973. Pseudoleskea julacea ingår i släktet Pseudoleskea och familjen Leskeaceae. Inga underarter finns listade i Catalogue of Life.